# فرودگاه سنیکیلواق
فرودگاه سنیکیلواق (به انگلیسی: Sanikiluaq Airport) یک فرودگاه همگانی باربری با کد یاتا YSK است که یک باند فرود شن دارد و طول باند آن ۱٬۱۶۰ متر است. این فرودگاه در کشور کانادا قرار دارد و در ارتفاع ۳۴ متری از سطح دریا واقع شده است.